# Flugunfall der Bharat Airways 1949
Der Flugunfall der Bharat Airways 1949 ereignete sich am 30. Dezember 1949. An diesem Tag verunglückte eine Douglas DC-4/C-54A-DO der Bharat Airways, die sich auf einem inländischen Frachtflug von Agartala nach Kalkutta befand, bei einer Notlandung in der Nähe von Kumilla in Ostpakistan (heute: Bangladesch). Infolge des Unfalls starben sieben Menschen am Boden, außerdem starb der Bordfunker der Maschine vier Monate nach dem Unfall an den Unfallfolgen.

## Maschine
Das Flugzeug war eine 1943 während des Zweiten Weltkriegs im Werk der Douglas Aircraft Company in Santa Monica, Kalifornien als Militärversion C-54A-DO gebaute Douglas DC-4 mit der Werknummer 3089 und der Modellseriennummer DO-31, die nach ihrer Endmontage am 23. Juli 1943 mit dem militärischen Luftfahrzeugkennzeichen 41-37298 für die United States Army Air Forces (USAAF) vorgesehen war und schließlich mit dem Kennzeichen 39142 an die United States Navy ausgeliefert wurde. Nach ihrem Dienstende beim Militär wurde die Maschine in eine zivile DC-4 umgebaut und 1946 an die Transocean Air Lines verkauft, bei welcher sie mit dem Luftfahrzeugkennzeichen N79048 in Betrieb ging. Im selben Jahr wurde die Maschine an die Philippine Air Lines weitergegeben, bei der sie mit dem Kennzeichen PI-C105 zugelassen wurde. Bharat Airways erhielt die Maschine im September 1948 und ließ sie mit dem Luftfahrzeugkennzeichen VT-CYK zu. Das viermotorige Langstreckenflugzeug war mit vier Sternmotoren des Typs Pratt & Whitney R-2000-2SD-13G Twin Wasp ausgestattet.

## Insassen und Fracht
An Bord der Maschine befand sich lediglich eine dreiköpfige Besatzung, bestehend aus einem Flugkapitän, einem Ersten Offizier und einem 27-jährigen Bordfunker. Die Fracht bestand aus Jute.

## Unfallhergang
Die Maschine befand sich auf dem inländischen Frachtflug von Agartala nach Kalkutta, als im Frachtabteil ein Brand ausbrach. Der Kapitän ließ die Maschine daraufhin sinken und die Piloten hielten Ausschau nach einem geeigneten  Platz für eine Notlandung. Es gelang ihm eine Bruchlandung in einer Grasebene bei Kumilla, Ostpakistan. Nach dem Aufsetzen schlitterte die Maschine mit der Rumpfunterseite noch einige Meter weiter, ehe sie brennend zum Stehen kam. Als die Maschine zum Stehen gekommen war, begannen die Besatzungsmitglieder diese zu verlassen, während mehrere Bewohner eines angrenzenden Dorfes zu der Unfallstelle liefen und sich um die brennende Maschine herum versammelten. Kurz darauf explodierten die Tanks der Douglas, wodurch mehrere Dorfbewohner getötet und verletzt wurden. Die pakistanischen Behörden gaben an, dass durch den Unfall sieben Personen gestorben seien. 
Der 27-jährige Bordfunker der Maschine starb am 19. April 1950 in einem Krankenhaus in London an seinen Verletzungen. Er hatte bei dem Unfall schwere Brandwunden erlitten. Da das Todesopfer eines Flugunfalls nach internationalen Standards nur als solches anerkannt wird, wenn es binnen 30 Tagen verstirbt, ist der Bordfunker in den offiziellen Unfallstatistiken nicht als Todesopfer aufgeführt.

## Ursache
Die genaue Ursache des Brandes konnte nie abschließend geklärt werden.